# Jan Zawiejski
Jan Zawiejski, tên khai sinh là Jan Baptysta Feintuch, (sinh ngày 20 tháng 6 năm 1854 tại Kraków - mất ngày 9 tháng 9 năm 1922 tại Kraków) là một kiến trúc sư người Ba Lan. Ông sinh ra trong một gia đình người Ba Lan gốc Do Thái. Ông là một đại diện của phong cách kiến trúc theo chủ nghĩa lịch sử vào thế kỷ 19, ủng hộ việc quay trở lại của các thiết kế cổ điển trong quá khứ.

## Cuộc đời và tác phẩm
Jan Zawiejski sinh ngày 20 tháng 6 năm 1854 tại Kraków (vào thời điểm đó là một vùng thuộc Áo). Ông xuất thân từ dòng họ gốc Do Thái giàu có Feintuch. Năm 1846, cả gia đình Feintuch cùng làm lễ rửa tội tại Nhà thờ Tin Lành Thánh Martin. Trong những năm 1872–1873, Zawiejski học tại Đại học Kỹ thuật Munich và trong giai đoạn 1873–1878 ông học tại Đại học Bách khoa ở Vienna. Năm 1900, ông trở thành kiến trúc sư của thành phố Kraków và giữ vị trí đó đến năm 1914. Ông làm giáo sư tại Trường Thương mại Kraków (Krakowska Szkoła Przemysłowa) và cộng tác với các tạp chí Architekt và Nowa Reforma.
Zawiejski đã thiết kế một số công trình đáng chú ý ở Kraków, bao gồm Nhà hát Juliusz Słowacki (1889-1893), Trường Kinh tế (1904–1906), Tòa nhà Ohrenstein ở góc phố Stradom và Dietla (được xây dựng cho Moshe Löbel Ohrenstein và vợ ông là Reizel Wald) (1911–1913), Nhà tập thể của Turnaus ở góc phố Siemiradzki và Łobzowska (1889–1891) và nhà riêng của ông, được đặt tên là Jasny Dom (Ngôi nhà sáng sủa), ngôi nhà này được xây dựng trong các năm 1909–1910. Zawiejski cùng Jan Niedzielski đã thiết kế Tòa nhà Spa cổ (tiếng Ba Lan: "Stary Dom Zdrojowy") ở Krynica (1884–1889). Ông cũng giám sát việc tái thiết Cung điện Wielopolski. Nơi này hiện là trụ sở của Hội đồng thành phố Kraków.
Zawiejski mất ngày 9 tháng 9 năm 1922 tại Kraków, được chôn cất tại Nghĩa trang Rakowicki.

## Triển lãm

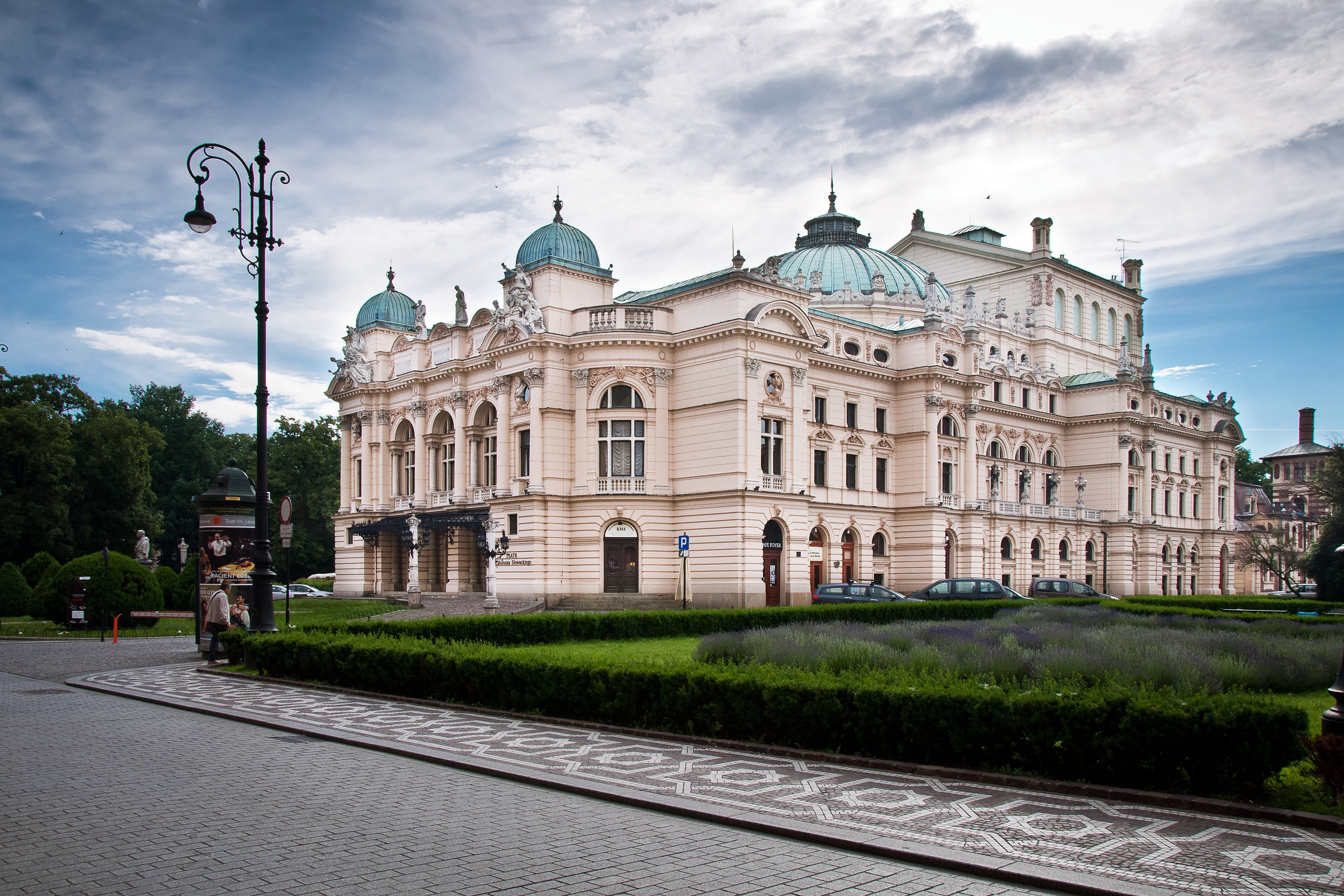
Nhà hát Juliusz Słowacki, Kraków, của Zawiejski
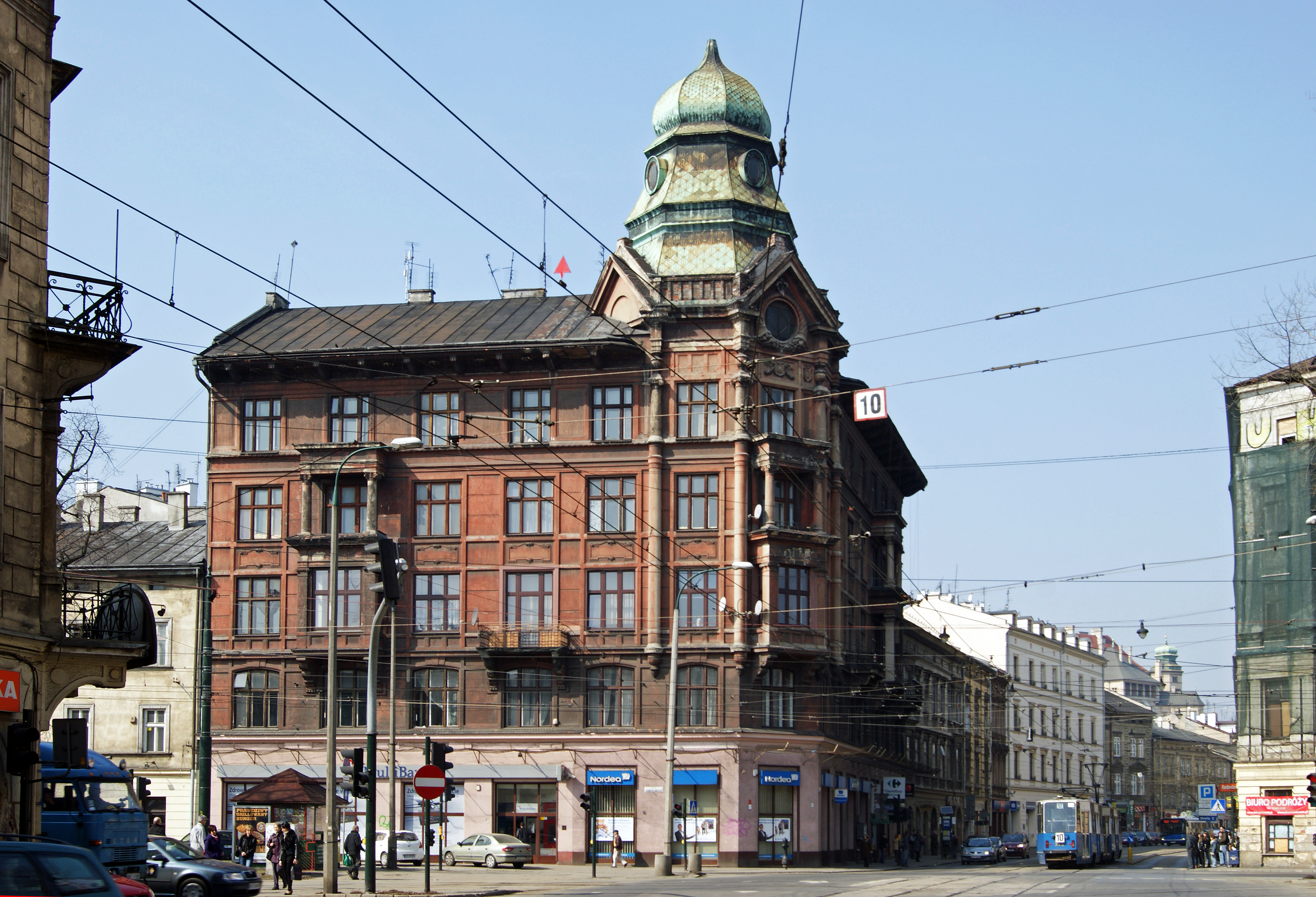
Nhà phố Ohrenstein, Krakow
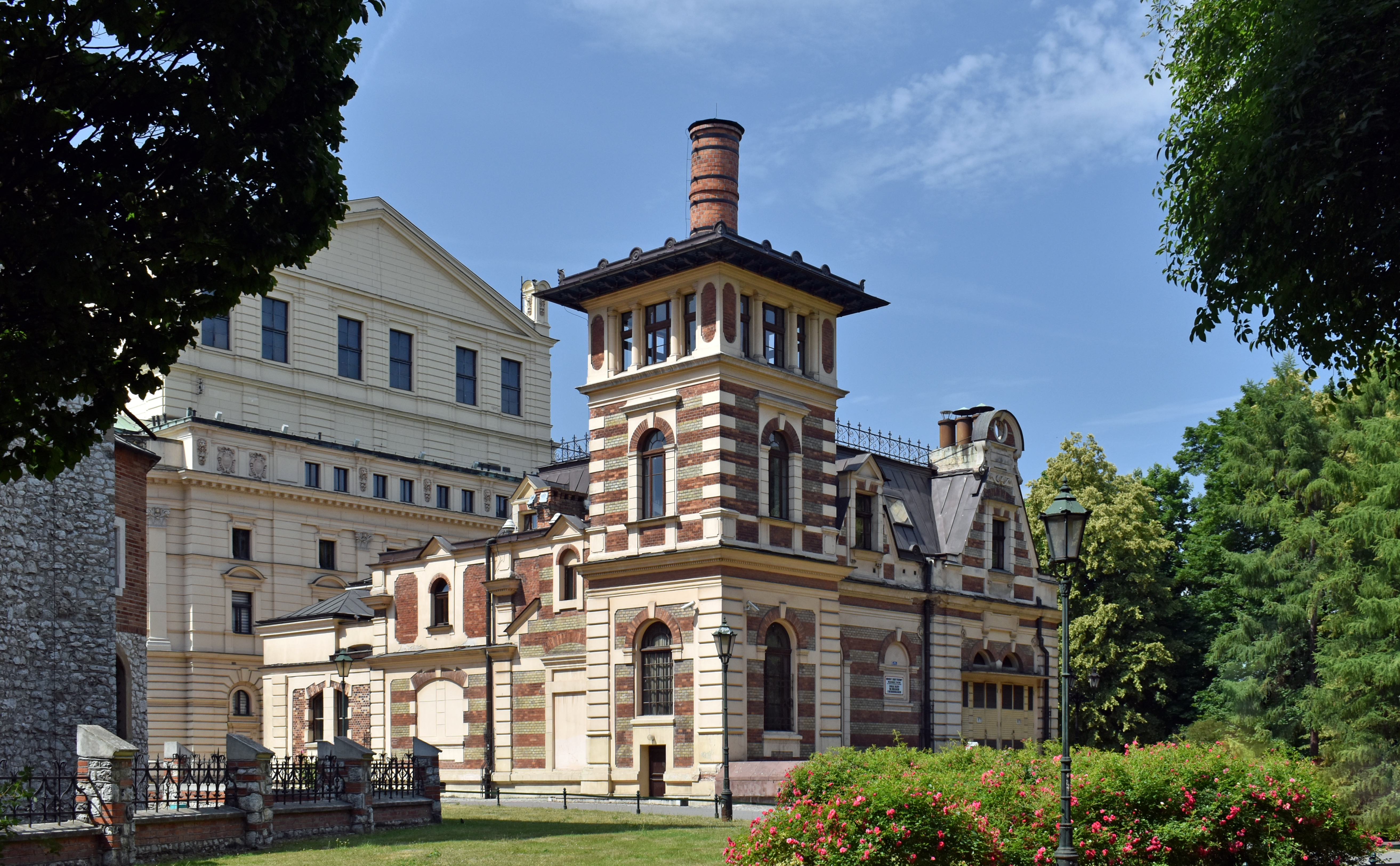
Sân khấu nhỏ Miniatura, một phần của Nhà hát Juliusz Słowacki, Krakow
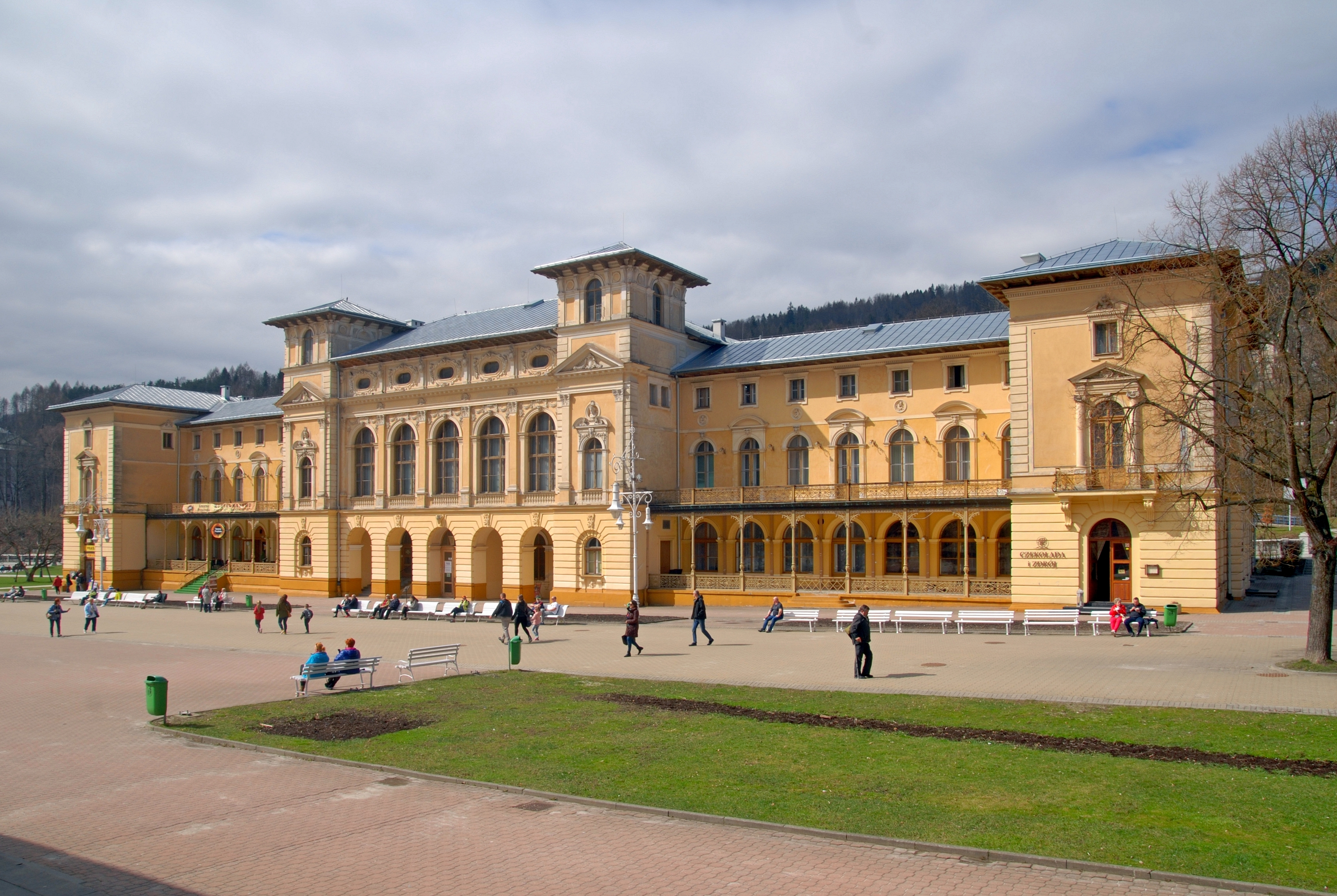
Tòa nhà uống nước chính trong  phố spa của Krynica-Zdrój
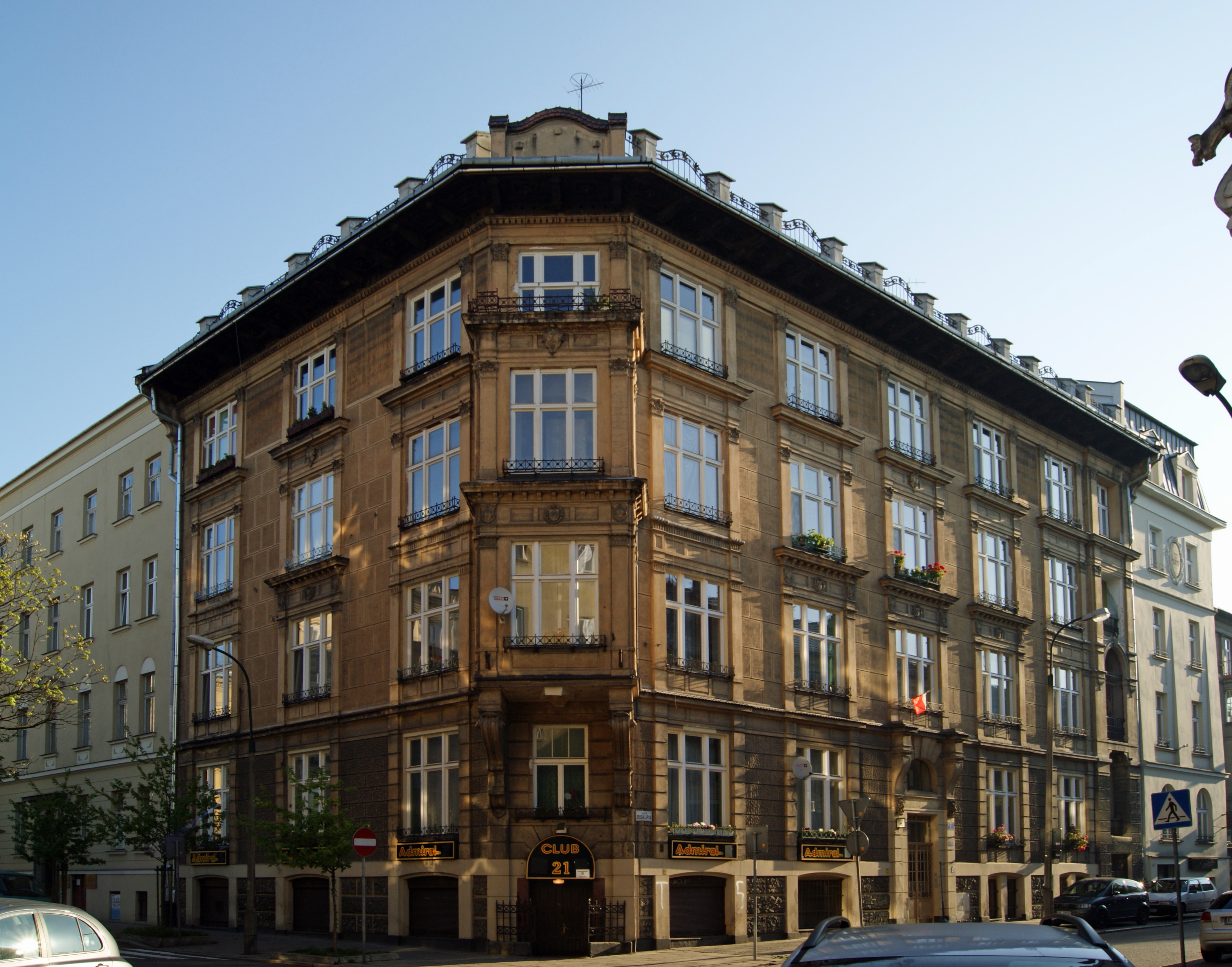
Nhà của Zawiejski, được xây vào năm 1909, Kraków
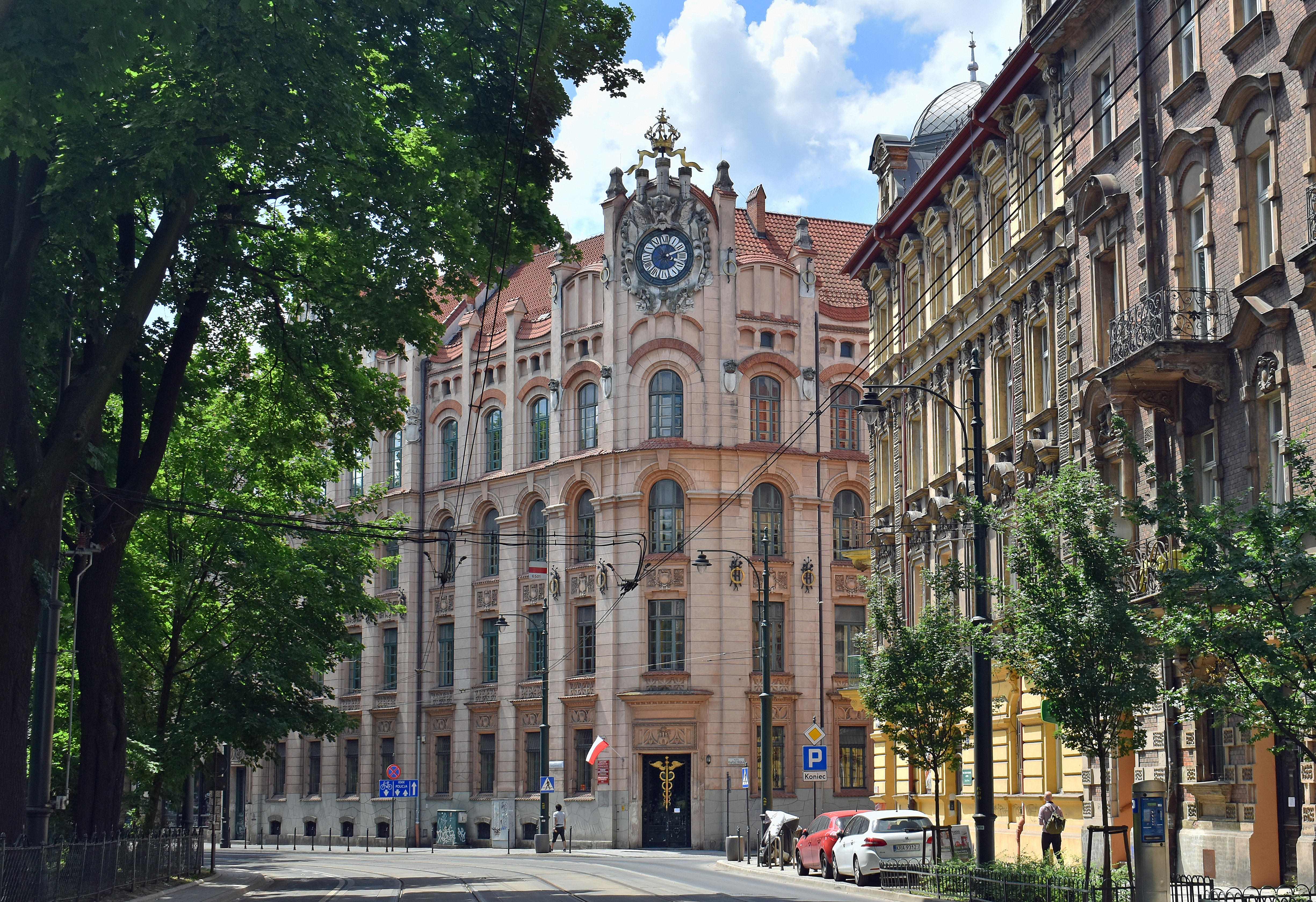
Trường Kinh tế, Kraków
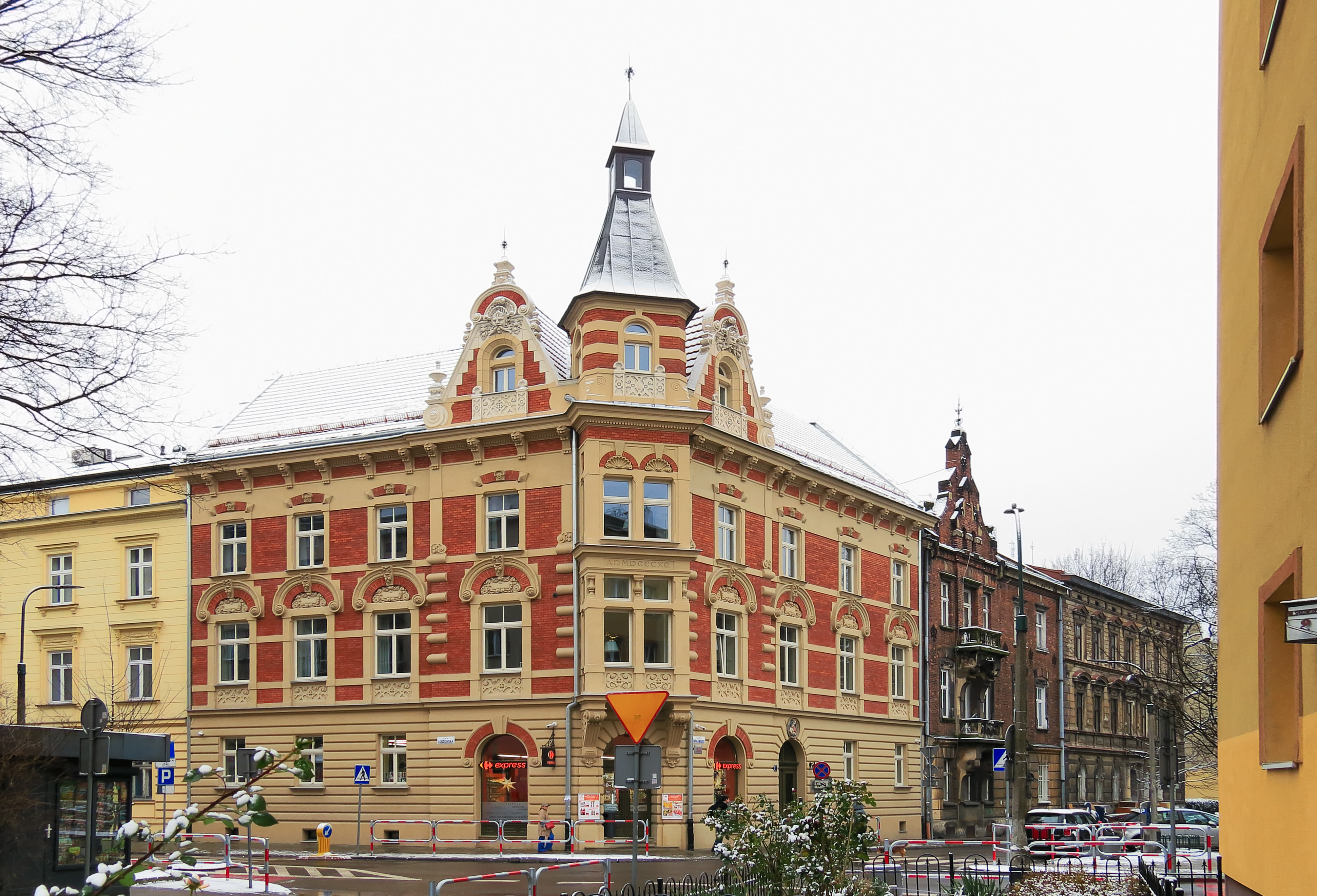
Nhà tập thể của Turnaus, Kraków